# Prochaetodermatidae
La familia Prochaetodermatidae es un taxón perteneciente a la clase Caudofoveata, perteneciente al filo de los moluscos.

## Características
Son pequeños organismos (menos de un centímetro) vermiformes con la capacidad de construir madrigueras, además de carecer de un verdadero pie muscular. Poseen un gran número de mandíbulas y una pequeña rádula, constando de una docena par de dientes. Se hallan especies en todo el planeta, exceptuando las regiones polares. Además, habitan desde las profundidades oceánicas hasta los 50 metros de profundidad.

## Cladograma
La familia actualmente se halla compuesta de 6 géneros, los cuales contienen a unas 24 especies:[cita requerida]
| Prochaetodermatidae | \| \| Chevroderma \| \| \| \| \| \| Claviderma \| \| \| \| \| \| Lonchoderma \| \| \| \| \| \| Niteomica \| \| \| \| \| \| Prochaetoderma \| \| \| \| \| \| Spathoderma \| \| \| \| |
|                     | \| \| Chevroderma \| \| \| \| \| \| Claviderma \| \| \| \| \| \| Lonchoderma \| \| \| \| \| \| Niteomica \| \| \| \| \| \| Prochaetoderma \| \| \| \| \| \| Spathoderma \| \| \| \| |
|                     | Chevroderma |
|                     | |
|                     | Claviderma |
|                     | |
|                     | Lonchoderma |
|                     | |
|                     | Niteomica |
|                     | |
|                     | Prochaetoderma |
|                     | |
|                     | Spathoderma |
|                     | |